# Uroglaux
Uroglaux is een geslacht van vogels uit de familie uilen (Strigidae). Het geslacht telt één soort.

## Soorten
- Uroglaux dimorpha – Havikuil